# Luc Gnago
Luc Gnago est un photographe ivoirien.
Luc Gnago est diplômé de l’INSAAC (Institut national supérieur des Arts et de l’Action culturelle) à Abidjan (Côte d'Ivoire).
Photographe de presse, il est un adepte de l'image dans l'image, procédé qui permet de véhiculer une double information : gros plan qui évoque le réel immédiat et le reportage ; deuxième plan qui révèle une image plus poétique et intimiste.
Luc Gnago travaille pour Reuters.